# طارق عيسى
طارق عيسى (7 مارس 1991 - 4 كانون الثاني 2014) ممثل سوري راحل تخرج من معهد “تياترو” للتّمثيل في دمشق، ودرس في معهد “The Actors” في بيروت. شارك في العدد من الأعمال الدراميّة السوريّة ومنها «مرايا 2011» مع الفنان ياسر العظمة، ومسلسل “رجال العز” للمخرج علاء الدّين كوكش، و”هات من الاخر” للمخرج أسامة الحمد، “أيّام الدراسة” للمخرج مصطفى البرقاوي، “طروادة” للمخرج أسامة الحمد، “زمن البرغوت” للمخرج أحمد إبراهيم الأحمد.

## وفاته
توفي في 4 كانون الثاني 2014 عن عمر يناهز 23 عام بسبب إصابته بمرض السرطان.وشيعت جنازته من منزله في منطقة المالكي في دمشق.

## أعماله

### مسلسلات[1]
- مرايا 2011.
- رجال العز
- أيام الدراسة - الجزء الأول
- بقعة ضوء - الجزء الثامن
- زمن البرغوت.
- قلوب صغيرة.

### برامج
- هات من الآخر.

### افلام
- TROY - 2004 (بالعربية: طروادة)